# Associação Desportiva Araguaia
Associação Desportiva Araguaia, também identificada como Araguaia de Palmas, é um clube brasileiro de futebol da cidade de Palmas, no estado do Tocantins.

## História
Fundada em 1992, a Associação Desportiva Araguaia e inscrita no Cadastro Nacional de Pessoa Jurídica no ano seguinte com o númedo 26.753.335/0001-74 de razão social ADEARA.

### Segunda Divisão Estadual
Em 2024, o clube disputou a segunda divisão do Campeonato Tocantinense de Futebol. Para o campeonato contratou o treinador José Vieira dos Santos, mais conhecido como Zezé Vieira.
Na competição, o Araguaia integrou o "Grupo A", junto com: Batalhão, Interporto, São José, Alvorada, Taquerussu e União Atlético Clube A equipe do Araguaia disputou oito partidas no total, sendo seis delas na fase de grupo e duas na fase de quartas-de-final. Das seis partidas disputadas na fase de grupo, o clube venceu três, empatou duas e perdeu apenas uma, classificando-se em terceiro lugar no "Grupo A". Nas quartas-de-final, o Araguaia enfrentou a equipe do Sparta, qua havia se classificado em segundo lugar do "Grupo B" e dos dois jogos, cada equipe venceu uma pelo placar de 1 a 0. A decisão foi decidida nos penaltis e o Sparta acabou levando a melhor ao vencer as penalidasdes por 6 a 5.